# Скугог (озеро)
Озеро Скугог — штучно затоплене озеро в Скугог, у регіональному муніципалітеті Дарем та унітарному місті Каварта-Лейкс в Центральному Онтаріо, Канада. Воно розташоване між громадами Порт-Перрі та Ліндсі. Протягом його історії рівень озера кілька разів штучно підіймали й опускали. Хоча технічно воно не є частиною озер Каварта через невелику глибину, воно тісно географічно пов'язане з ними. Єдиний витік озера, річка Скугог, з'єднується з озером Стерджен. Озеро Скугог знаходиться в басейні Великих озер і є частиною водного шляху Трент — Северн.

## Етимологія
Назва «Скугог», ймовірно, походить від назви мовою оджибве, яка означає «болотисті води». Однак, згідно з Назвами місць Онтаріо Алана Рейберна, Скугог — це слово з мови Місіссаґів, що означає «хвилі перекочуються через каное», і може стосуватись або затоплення річкової долини, або, що більш імовірно, як скоро хвилі можуть набирати висоти при сильному вітрі через мілководність озера.

## Географія

Карта району Каварта-Лейкс з озером Скугог, виділеним помаранчевим кольором.

З площею 68 км² і середньою глибиною 1,4 метра, озеро Скугог входить до п'ятьох найбільших озер Каварта за площею поверхні. Це також наймілкіша водойма, поряд з озером Мітчелл. Його живлять потоки Блексток і Ковкерс і річка Нонквон, а також багато маленьких безіменних приток. Річка Скугог є єдиним витоком з озера; вона впадає в озеро Стерджен, яке лежить у сточищі Трента. Інші громади в оточенні озера — це Сіґрейв, Порт-Перрі, В'ю-Лейк і Цесарія. Острів Скугог (статус якого є спірним через те, що південно-західний край є сезонно затопленим болотом), лежить у центрі озера.
На острові Скугог існує Індіанська резервація Міссіссоґіан з приблизно 50 мешканцями і включає казино Great Blue Heron, а також багато сезонних котеджів на острові та біля озера.

## Гідрологія
Вода в озері тверда, що сприяє відкладенню мергелю, і дно озера складається з його потужних відкладень. Через це вода в озері на вигляд каламутна, особливо в теплу погоду серед літа. Повідомляється, що темп відкладення мергелю досить високий, чому додатково сприяє ерозія берегової лінії.
У посушливу літню погоду річка Скугог перестає витікати з озера, а її притоки Маріпоза-Брук та Іст-Крос-Крік течуть назад до озера річищем річки, частково компенсуючи високі втрати води від випаровування з поверхні озера та боліт.

## Історія
В озері були зміни рівня води. Спочатку це були, по суті, два озера, з'єднані широким каналом, що протікає через болотисту місцевість уздовж північного краю. Озеро було затоплене приблизно на десять футів, коли Вільям Перді та його сини перегородили річку Скугог у Ліндсі (вище за течією від нинішньої дамби та шлюзів) у 1834 році, щоб забезпечити доплив води до їхнього млина. Протягом цього періоду високого рівня води до 1930-х років сьогоднішні так звані острови Вошберн, Нонквон (тепер Севен-Майл), Болл, Платтен і величезний центральний Скугог утворились саме як острови. Сьогодні вони є частиною материка, за винятком острова Скугог, який зазвичай підтримується як острів штучними каналами навколо болотистої південної частини острова.
Застійні води озера спричинили хвилю смертельної хвороби, яка перебігала з гарячкою, на навколишніх фермах, і нові межі озера швидко стали дуже непопулярними серед місцевих жителів. Одного разу влітку 1838 року поселенці з сільської місцевості в околицях озера збунтувалися і за допомогою сокир, кирок і вил зруйнували дамбу, спустивши воду озера. Жодних звинувачень не було висунуто через загальний гнів мешканців щодо рівня води, а також через пізнішу угоду, досягнуту між Перді та Радою робіт провінції Канади 18 грудня 1843 року. Містер Перді був змушений знизити висоту греблі до рівня, наближеного до природного максимального весняного рівня, зменшивши висоту попередньої греблі приблизно на три фути. Рада робіт побудувала греблю і шлюз для навігації озером Скугог, які були завершені в 1844 році та включали також лоток для сплаву лісу. В обмін на це Перді відмовився від усіх претензій щодо збитків, завданих жителями, і утримував дамбу та жолоб.

## Природа
Початкова водойма складалася з верхніх частин нинішнього озера і, по суті, була радше болотистою долиною, аніж справжнім озером.
Болота, що були на місці озера до його заповнення водою, були вкриті природними заростями дикого рису та журавлини, яку споконвіку збирали для споживання корінні мешканці Міссіссоґа. Через затоплення озера практично всі ці природні запаси пропали.
Озеро оточене болотами та трясовинами, які є ідеальним середовищем проживання для водоплавних птахів та інших диких тварин.
Озеро Скугог має численні рибні запаси, у тому числі багато окунів, судаків, мересниць, маскі, коропів, сомів, інших окуневих. Через скорочення популяції судака немає встановленого сезону вилову цієї риби. Загалом, озеро Скугог є відомим місцем для риболовлі на півдні Онтаріо.

## Економіка

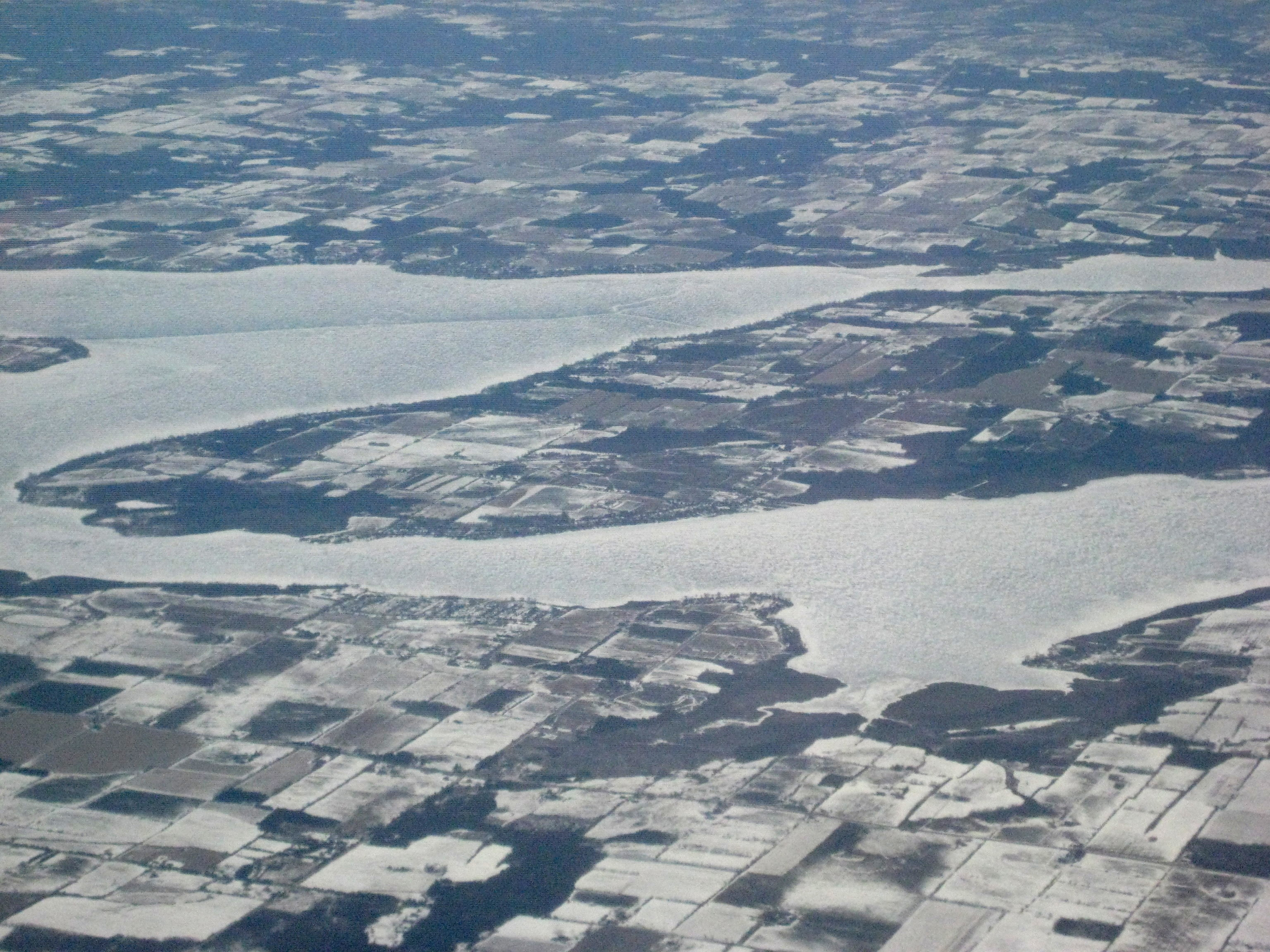
Озеро Скугог взимку з повітря

Як і багато озер південного Онтаріо, Скугог деякий час служило маршрутом для транспортування колод вниз за течією до Трентона на початку дев'ятнадцятого століття. Цей ресурс швидко вичерпався зі стрімким вирубуванням сосни в околиці. Наприкінці 1800-х років через Ліндсі був прокладений канал Трент (тепер відомий як водний шлях Трент — Северн), щоб полегшити подорож пароплавом до озер Стерджен і Онтаріо, а самі пароплави були збудовані в Порт-Перрі.
Сьогодні озеро є туристичною зоною, утворюючи південну межу «котеджного краю». Міста Порт-Перрі та Ліндсі влітку отримують економічний стимул від відпочивальників і мандрівників на човнах по водному шляху Трент — Северн. Риболовля також є значною привабою озера, оскільки його неглибоке, заповнене водною рослинністю річище, є добрим середовищем розмноження для великої кількості видів.

## Басейн
Список річок, що впадають в озеро та витікають з нього:
- Річка Нонквон — тече з південного заходу (поблизу Ютіки) у напрямку Сіґрейва. Річка впадає в озеро Скугог на південний схід від Сіґрейва.
- Ковкерс-Крік — потік з південно-західного кінця Порт-Перрі на південь довжиною 16 км
- Маріпоза-Брук — також відомий як Біґ-Крік, Блек-Крік, Девідсон-Крік і Вест-Крос-Крік починається на болотах поблизу Манілли, потім тече на північний схід і на південь повз Малу Британію, а потім на схід, та впадає в річку Скугог в Опсі.
- Блексток-Крік — протікає на південний схід від озера Скугог між озером Скугог і Іст-Крос-Крік
- Річка Скугог.

## Ослер-Марш
Болото на озері вздовж насипної дороги Порт-Перрі (шосе 7А) на південь від Порт-Перрі, назване на честь Генрі Сміта Ослера, який був одним із ранніх власників землі, на якій розташовані болота. Нинішня заболочена площа займає 417 га водно-болотних угідь.